# Escut de Fígols i Alinyà
L'escut oficial de Fígols i Alinyà té el següent blasonament:
Escut caironat truncat: primer d'or, una figuera de sinople; segon de gules, una vall d'argent sobremuntada d'un card de tres flors d'or. Per timbre una corona mural de poble.